# Rozniszew (gromada)
Rozniszew – dawna gromada, czyli najmniejsza jednostka podziału terytorialnego Polskiej Rzeczypospolitej Ludowej w latach 1954–1972.
Gromady, z gromadzkimi radami narodowymi (GRN) jako organami władzy najniższego stopnia na wsi, funkcjonowały od reformy reorganizującej administrację wiejską przeprowadzonej jesienią 1954 do momentu ich zniesienia z dniem 1 stycznia 1973, tym samym wypierając organizację gminną w latach 1954–1972.
Gromadę Rozniszew siedzibą GRN w Rozniszewie utworzono – jako jedną z 8759 gromad na obszarze Polski – w powiecie kozienickim w woj. kieleckim, na mocy uchwały nr 13e/54 WRN w Kielcach z dnia 29 września 1954. W skład jednostki weszły obszary dotychczasowych gromad Anielin-Kępa, Boguszków, Osiemborów (bez kol. Aleksandrów), Urszulin, Rozniszew, Zakrzew i Zagroby ze zniesionej gminy Rozniszew w tymże powiecie. Dla gromady ustalono 16 członków gromadzkiej rady narodowej.
1 stycznia 1959 do gromady Rozniszew przyłączono część obszaru wsi Pilica o powierzchni 9,41 ha (położonego na prawym brzegu Pilicy) z gromady Klonowa Wola w powiecie grójeckim w woj. warszawskim.
31 grudnia 1961 do gromady Rozniszew przyłączono obszar zniesionej gromady Mniszów.
Gromada przetrwała do końca 1972 roku, czyli do kolejnej reformy gminnej.